# Graniczna Placówka Kontrolna Łęknica

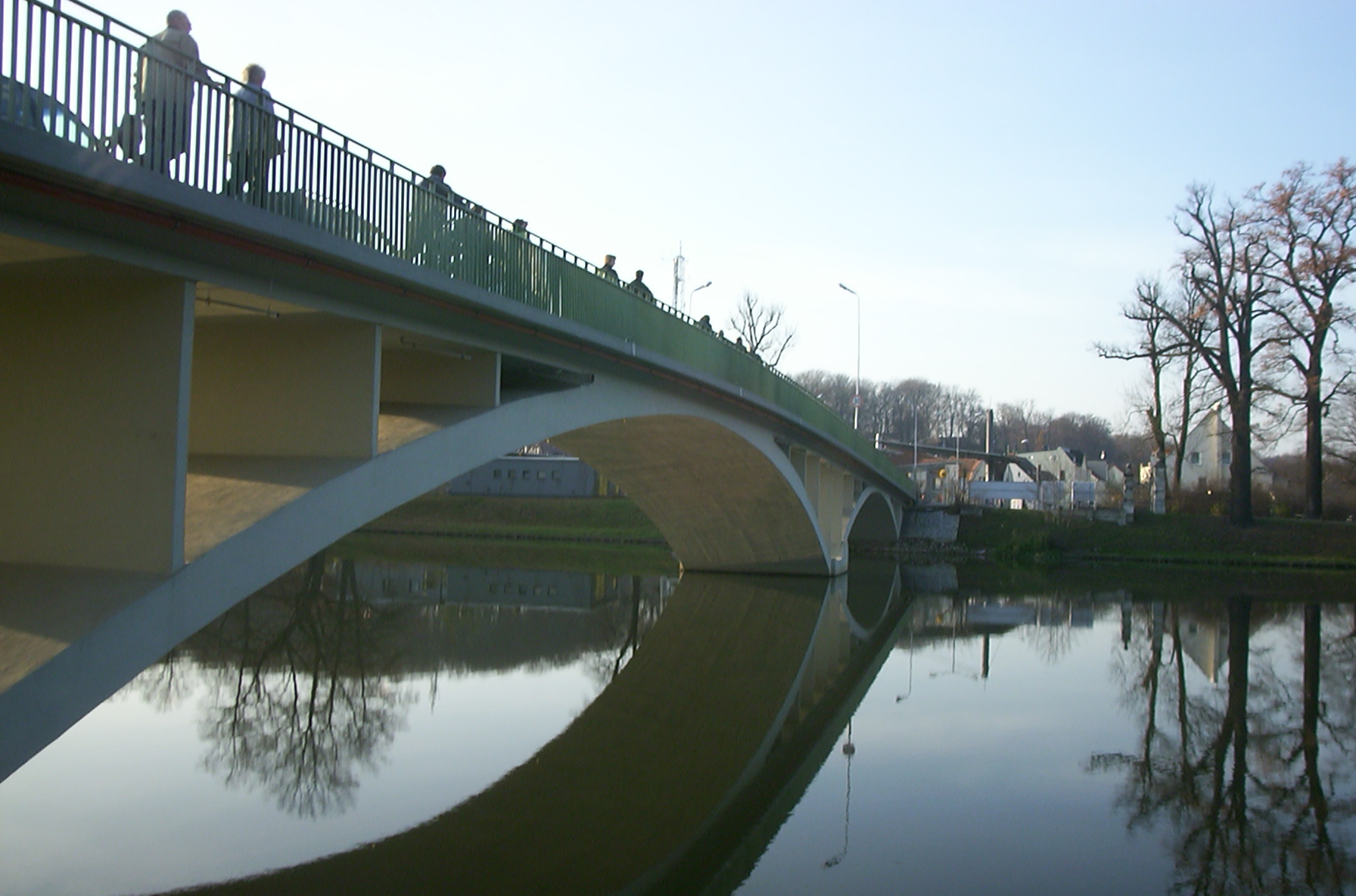
Most graniczny Łęknica-Bad Muskau

Graniczna Placówka Kontrolna Łeknica – pododdział Wojsk Ochrony Pogranicza pełniący służbę na przejściu granicznym z Niemcami Łęknica - Bad Muskau.
W 1997 GPK w Łęknicy obsługiwało drogowe przejście graniczne w Łeknicy. Zakres ruchu: osobowy i małego ruchu granicznego 

## Dowódcy placówki
- mjr Henryk Kiszewski (od 12.1972)[2]
- kpt. Wojnowski[2]